# Noblesse pauvre
L'expression de « noblesse pauvre » désigne la noblesse dont les moyens de subsistances sont peu nombreux, pour qui tenir son rang est difficile. Avec le clergé, elle forme ceux qu'on appelle les « pauvres honteux » dans l'Ancien Régime. 
Durant le Moyen-Âge classique, la vassalité permet de renforcer les liens entre la haute et la petite noblesse européenne, qui peut jouir des avantages de son amitié avec la première. À partir des Temps modernes, l'Europe évolue d'une société d'ordres vers une société de classes. Les liens entre les deux noblesses s'effritent jusqu'à disparaître, avec le développement de la bureaucratie au XVIe siècle. Malgré des rentes basses à cause d'un patrimoine moins important, la noblesse pauvre a généralement une puissance économique plus élevée que le reste du Tiers-État et une influence locale. Mais elle est concurrencée par une nouvelle noblesse, formée de bourgeois enrichis ayant acheté une charge anoblissante. Il n'y a plus de consensus sur les caractéristiques de l'état de noblesse, et la question de sa compatibilité avec la pauvreté se pose.  
De nombreux nobles pauvres s'endettent ou tombent dans la dérogeance pour survivre, devenant une noblesse « dormante » par la perte de ses privilèges. Tout en gardant la volonté d'être la noblesse et rappelant fièrement leur ascendance, des gentilhommes deviennent taverniers, agriculteurs ou petits officiers. Il arrive que certains réussissent à améliorer leur condition de départ, ou que des familles déclassées se relèvent de la pauvreté par les affaires ou l'armée. D'autres arrangent des mariages avec des roturières richement dotées afin de pouvoir retrouver ou maintenir leur train de vie, tendance s’accélérant à partir du XIXe siècle. 
Le sujet est longtemps dédaigné par l'historiographie et limité dans son examen. L'image romantique du seigneur préférant souffrir de la faim, plutôt que de déchoir, est notamment forgée par Hippolyte Taine au XIXe siècle.  La noblesse pauvre ne commence à être vraiment étudiée qu'à partir de la seconde moitié du XXe siècle. Une part significative de la petite noblesse entre dans cette catégorie, et apparaît la dichotomie entre, d'un côté, les nobles dont l'indigence est réelle et, de l'autre, les petits nobles moins aisés que le reste de la noblesse.

## Contours du terme

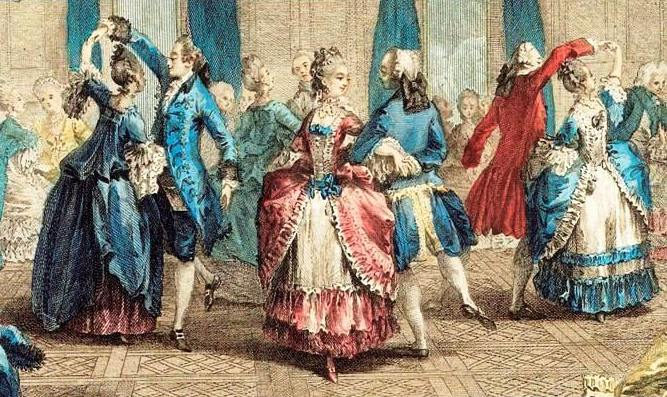
La haute et ancienne noblesse vivant à la Cour méprise les nobles pauvres ou récents (gravure, 1774).

L'historien Jean Meyer (1924-2022) fait remarquer, en 1971, que l'adjectif « pauvre » et ce qu'est être pauvre pour un noble diffère considérablement d'une personne à une autre. Les polémistes des XVIIIe et XIXe siècles dressent le portrait d'une noblesse de France trop riche à la Cour royale et trop pauvre dans les provinces françaises, citant à l'envi le cas de la région de Saint-Brieuc, en Bretagne. J. Meyer rapporte cette anecdote de 1786, où le vicomte de Saint-Priest demandait à quitter la charge d'intendant du Languedoc et, pour se retirer sur ses terres, voudrait recevoir 10 000 L de rentes. Le comte de Calonne, contrôleur général des finances, la porta alors à 20 000 L, après s'être exclamé : « Que voulez-vous faire avec 10 000 livres de rente ? » Aussi, il convient de faire le tri entre la noblesse étant dans une misère réelle, que J. Meyer nomme « plèbe nobiliaire », et celle étant dans une misère relative, c'est-à-dire d'aisance limitée par rapport au reste de son ordre. La vie à la ville est plus élevée à la campagne, faisant varier la sobriété (souvent trompeuse) dans laquelle vit le noble pauvre. 
À la fin du XVIIIe siècle, Jacques Necker, roturier et successeur de Calonne, divise la noblesse de la façon suivante : 1) la « haute noblesse » ou « noblesse ancienne », vivant à la Cour de France, où elle avait été appelée par le cardinal de Richelieu, possédant de grandes propriété, touchant des pensions royales et se vantant de son raffinement ; 2) la « noblesse pauvre », composée de gentilhommes moins fortunés et vivant en province, moquée par les grands seigneurs pour ne pouvoir tenir son rang à la Cour ; 3) la « noblesse moderne » ou « nouvelle noblesse », dont l'anoblissement remonte aux deux siècles précédents et fut permis par des l'achat de charges anoblissantes. Necker estime que cette dernière compose la moitié de l'ordre, à la veille des États généraux de 1789, et note que les honneurs de la Cour avaient étés mis en place pour séparer la haute et ancienne noblesse du reste. 

## Histoire

### Apparition au Moyen-Âge classique

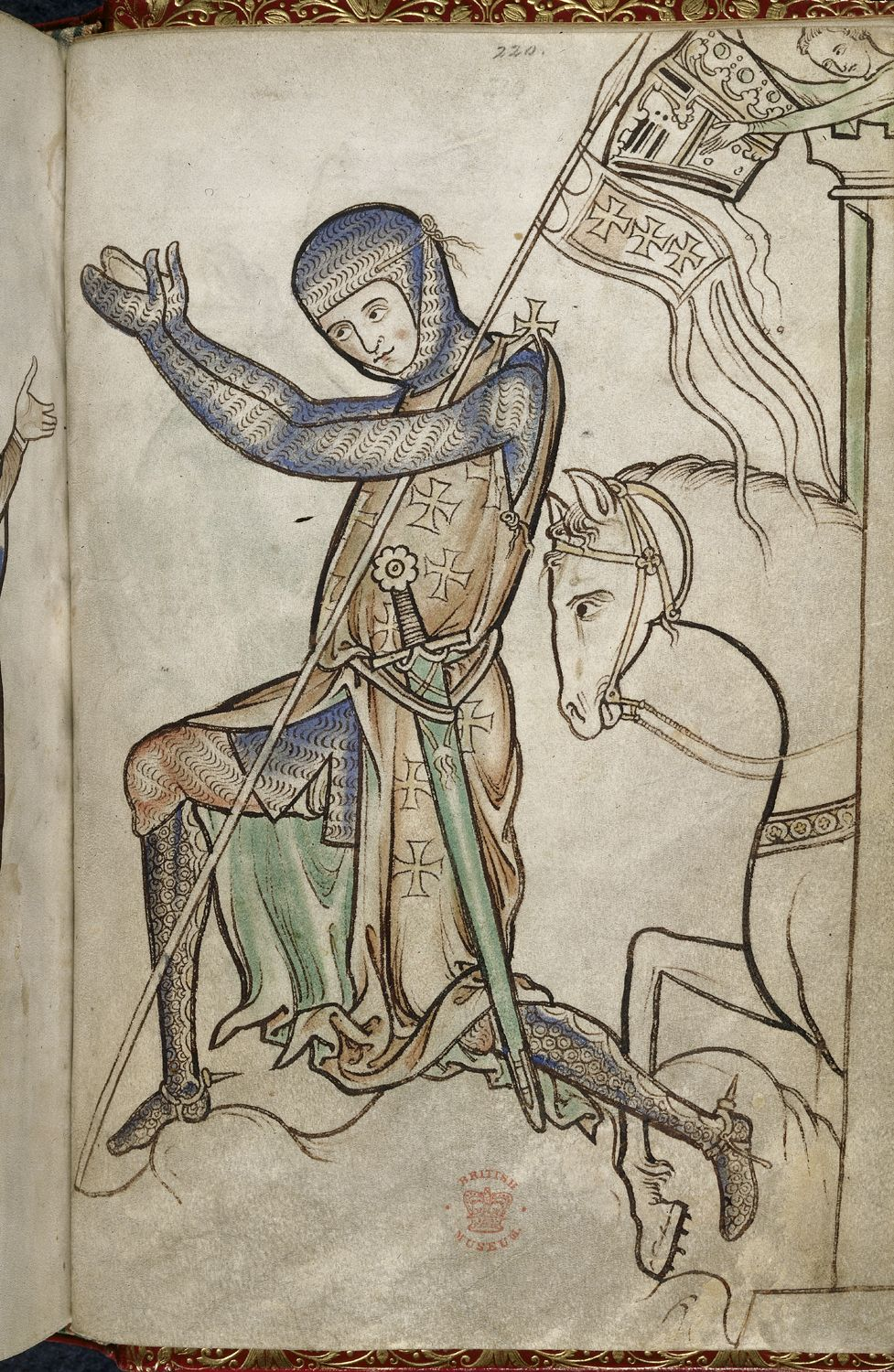
Figure de la noblesse pauvre, le chevalier est revalorisé aux.

Les nobles pauvres constituent la majorité du corps de la noblesse européenne, et la fracture entre petite et haute noblesse a toujours existé. Durant le Haut Moyen Âge, les contours de la noblesse sont encore flous et les titres sont donnés uniquement à de grandes familles. Le statut de chevalier est attribué aux personnalités inférieures servant un grand seigneur et est une forme d'asservissement. Aux XIe et XIIe siècles, la valeur du terme évolue : les hommes les plus importants du royaume, y compris les rois, vont être reçus chevaliers lors de cérémonies d'adoubement de plus en plus élaborées. Du XIVe au XVIe siècle, le chevalier vassal partage dorénavant la gloire de son suzerain, qui le soutien financièrement en échange de services. Si le suzerain est incapable de reconnaître le travail du vassal à sa juste valeur, ce dernier peut choisir de s'en aller pour un autre maître. Afin d'éviter les abus d'un côté comme de l'autre, des contrats de vassalités sont signés, dans lesquels sont inscrits les droits et les devoirs de chacun.Le pouvoir de la haute noblesse sur la petite irritait les princes, qui pouvaient s'attendre à des rebellions menées par les partisans de quelque haut fonctionnaire de la Cour. À partir du XVIe siècle, le développement de la bureaucratie permet de contourner la vassalité et le clientélisme. 

### Évolution aux Temps modernes

#### Une noblesse européenne divisée
Alors que les vassaux pauvres pouvaient participer et jouir des avantages matériels et politiques que leur conférait leur amitié avec leur suzerain, cela tend à décliner à partir du XVIIe siècle et pratiquement disparaître au XVIIIe siècle. Autour des années 1550 — un peu avant en Angleterre et un peu après en France —, les mutations sociales posent la question de ce qui fait la noblesse d'une personne, on ne peut plus simplement répondre que c'est l'engagement militaire ou la possession d'une seigneurie. Il y a notamment des division entre familles de la haute et de la petite noblesse : bien qu'elles partagent la même ancienneté et la même dévotion militaire envers leur prince, beaucoup n'ont plus l'impression d'appartenir au même ordre social. Pour beaucoup de petits nobles, être au service d'un grand n'est pas signe d'une reconnaissance ni d'avantages. La fracture s'accentue quand la haute noblesse délaisse ses terres pour se regrouper à la Cour des princes, où s'exerce le pouvoir et où elle vient à leur demande. C'est là qu'apparaissent les nouvelles modes, les nouveaux plaisirs ou les nouveaux courants de pensée. La noblesse provinciale est déconsidérée, avec un mode de vie monotone, et dépassée par la modernité. Même si elle limitait la fracture physique et intellectuelle en allant à la Cour, la différence de traitement restait visible. Ce phénomène s'observe dans toutes les Cours d'Europe au début du XVIIIe siècle, tel que dans l'empire d'Autriche où la haute noblesse hongroise vient à Vienne, tandis que la petite noblesse reste en Hongrie.

#### La noblesse peut-elle être pauvre?
Dans le Décaméron, le poète Boccace (XIVe siècle) narre la mort de la princesse Ghismonde, dont le père Tancrède ne veut pas qu'elle épouse Guiscard, un pauvre roturier. Sachant leur relation découverte et croyant ce dernier mort, elle rappelle à son père que « la pauvreté n’enlève la noblesse à personne, ce que fait parfois la richesse. Beaucoup de rois, beaucoup de grands princes ont été pauvres ; et beaucoup de ceux qui bêchent la terre et qui gardent les troupeaux, furent autrefois très riches, comme il en est encore aujourd’hui ».
La question de la compatibilité de la pauvreté avec la noblesse se pose en France au XVIIe siècle : à cette époque, « un puissant courant nobiliaire [était] opposé à l’idée même de la noblesse pauvre ». En 1678, suivant les anciens usages, le chevalier de La Roque se montre plutôt partisan que l'état de noblesse est perpétuel, mais la richesse doit être préservée car la pauvreté l'entache considérablement. Il aborde plusieurs chapitres en lien avec question de la dérogeance de noblesse, dont les limites sont fixées par les législations et coutumes locales. Cette obligation de maintenir un rang et de donner un avenir à la famille oblige des nobles à un endettement, au risque d'être insolvable,.
Un noble qui n'a pas de beaux vêtements, des manières élégantes, un langage raffiné ou une culture étendue est objet de moqueries et de mépris de classe. Ces signes visibles de noblesse demandent un investissement conséquent et souvent impossible, ce dont leurs contemporains sont bien conscients. Des institutions apparaissent dans la seconde moitié du XVIIe siècle. Malgré tout, le classisme se perpétue : la noblesse exige une certaine aisance financière. Sans le soutien des riches, la noblesse pauvre est vouée à disparaître, ne pouvant pas uniquement se reposer sur la lignée. La Maison royale de Saint-Louis, fondée en 1686 par Madame de Maintenon, inspire d'anciennes élèves ou des monarques d'Europe, qui fondent d'autres instituts pour les filles de noblesse pauvre, afin qu'elles reçoivent toute l'éducation nécessaire à un mariage respectable. Les écoles militaires tentent de proposer la même chose pour les garçons, afin qu'ils aient une carrière dans les armes et l'éducation que le rang exigeait.

### Depuis leXIXesiècle

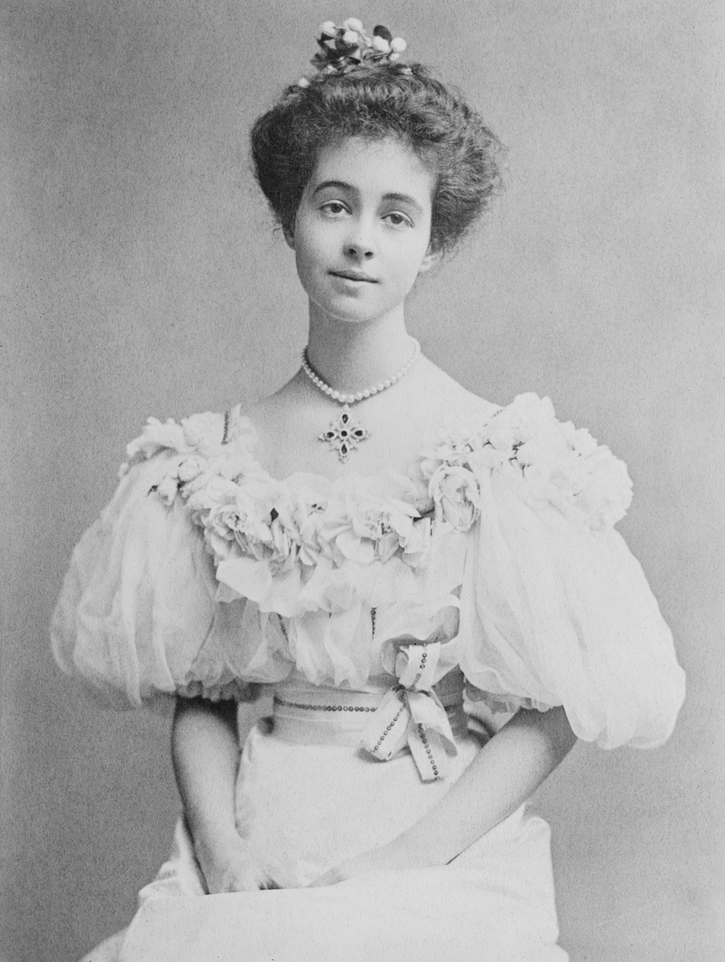
Consuelo Vanderbilt, ici vers 1905, est la plus célèbre dollar princess.

À partir du XVIIIe siècle, la France voit l'émergence des notables et de la notabilité, constituant une classe roturière assez aisée et localement influente, à laquelle la noblesse provinciale peut se lier. La noblesse et la bourgeoisie françaises commencent à s'unir pour devenir une nouvelle élite politique et culturelle, mais la première subit une perte d'influence politique avec la Révolution française. En Angleterre, la gentry se liait avec la bourgeoisie depuis longtemps et en continuant d'influencer la politique comme la culture. En Allemagne, la monarchie fait en sorte que la noblesse se maintienne au-dessus de la bourgeoisie concurrente. Mais à partir de 1871, une entente est encouragée pour maintenir une influence sur les classes populaires. Cette association se fait avec beaucoup d'incertitudes et de négativité venant de la noblesse allemande, qui montre une solidarité de classe et pratique l'endogamie durant le XIXe siècle. Cela n'empêche pas le déclassement et la désintégration interne de la petite noblesse allemande, depuis longtemps très nombreuse et très pauvre.
Entre 1870 et 1914, de nombreuses riches héritières américaines sont mariées à des jeunes hommes de la haute bourgeoisie ou de la pairie britannique. Afin de maintenir leur train de vie à cause d'une importante perte de revenus durant la Longue Dépression, ils cherchent à sauver leur patrimoine en échange d'un titre, dont les nouveaux riches industriels américains sont friands. Parmi les plus célèbres dollar princesses (en) ou dollar duchesses, on compte Consuelo Vanderbilt, épouse du duc de Marlborough en 1895. Le couple a deux enfants, mais le duc ne l'a épousé que pour sauver son palais de Blenheim. La même année en France, Anna Gould est épousée par le comte de Castellane, dit le « Beau Boni », qui dépense l'immense fortune de son épouse dans les plaisirs et les femmes. La comtesse manquant de charisme, on attribue à son époux la formule qu'« elle est belle vue de dot ». Le comte obtient le divorce en 1908, au grand déplaisir de la comtesse, qui se remarie avec son cousin le duc de Talleyrand. Cette union est aussi désastreuse que la première, mais la duchesse reste en raison du prestige du titre. De leur côté, après avoir mutuellement eu de nombreuses aventures extra-conjugales, le duc et la duchesse de Marlborough divorcent en 1921,.
Selon Éric Mension-Rigau, la noblesse des XXe et XXIe siècles ne peut plus vivre simplement de rentes. Alors qu'elle se distinguait de la bourgeoisie par l’hérédité et non l'investissement financier, le travail est devenu une norme pour les nobles. L'historien note « leur conviction que la paresse entraîne le déclassement ». Le capital social et économique de la noblesse ne peut se perpétuer qu'avec une activité professionnelle, tout en restant membre de l'élite.

## La noblesse pauvre par pays

### Allemagne
La petite noblesse impériale, relativement pauvre et dépendante à l'une des riches trente-cinq familles gouvernant les États germaniques du Premier Reich, constitue la majorité de la noblesse. Elle se divise entre, d'un côté, les chevaliers impériaux (Reichsritter) vivant dans le sud-ouest allemand et dépendant de l'empereur d'Autriche jusqu'en 1806 ; et, de l'autre côté, les princes-évêques ou princes-archvêques (Stiftsadel), constitués en une oligarchie d'une cinquantaine de principautés ecclésiastiques, représentant le tiers de l'empire jusqu'en 1803. Pour être de cette catégorie, il faut prouver entre seize et trente-deux ancêtres nobles.
La petite noblesse est répandue en Prusse, parce que Frédéric le Grand avait essayé de maintenir le statut et la fortune des familles nobles en leur réservant l'accès des hautes fonctions civiles ou militaires. La noblesse pauvre est plus rare dans le sud-ouest de l'Allemagne catholique, très urbanisé et doté d'une riche bourgeoisie citadine, contrairement au reste protestant et plutôt rural, où la bourgeoisie ne menaçait pas le pouvoir de la noblesse. Dans les années 1800, « le problème de la noblesse  » se pose dans le monde germanique, car elle est en déclin depuis le XVIIIe siècle et doit faire face à la bourgeoisie montante, à la transformation profonde de la société. Durant le XIXe siècle, l'Almanach de Gotha permet à la vieille noblesse d'être solidaire, en réaction à l'augmentation des anoblissements de roturiers par les trente-cinq familles, produisant une profusion des titres nobiliaires. Cette politique ségrégationniste, soutenue par la monarchie, coupe la noblesse du monde moderne et les mariages avec la bourgeoisie restent limités jusqu'à la fondation du Deuxième Reich en 1871. La noblesse et la bourgeoisie s'unissent sans fusionner, comme cela se faisait depuis longtemps en France ou en Angleterre, pour être un rempart uni contre les classes inférieures.

### Autriche
À Vienne, l'impératrice Marie-Thérèse la Grande (r. 1740-1780) s'inspire de la Maison royale de Saint-Louis pour fonder un établissement éducatif, destiné aux filles de la noblesse pauvre.

### Chine
En 220, le système des neuf-rangs est mis en place dans l'empire de Chine. Un administrateur choisi par la haute société pour être nommé à la commanderie régionale, avant d'être nommé à la préfecture vers 250. L'administrateur estimait le rang à un homme afin de le recommander pour une fonction particulière. Dans la fin du Qin occidental, les rangs divisaient la société et le système de recommandation locale disparu. L'origine, le statut social et les fonctions attribuées deviennent indissociables : les postes aristocratiques sont appelés « purs » et ceux réservés aux hommes de familles de rang inférieur sont « impurs ». La société nobiliaire est divisée entre les maisons de haut rang, les maison secondaires, les petites maisons et celles soumises à la corvée (une journée de travail gratuit exigée d'un vassal par un suzerain).

### Espagne
L'hidalgo est l’archétype du petit noble espagnol.

### France
En 1686, la marquise de Maintenon, épouse secrète de Louis XIV, fait spécialement ouvrir la Maison royale de Saint-Louis, dans les Yvelines, pour offrir une éducation et un mariage honorable aux filles de la noblesse pauvre. L'établissement est dirigée par une abbesse et des religieuses, mais son fonctionnement dépend immédiatement de la Couronne. Il réserve l'admission aux filles dont le père est tué à l'ennemi, ou dont la santé et la fortune s'amoindrirent à cause de leur service militaire. En étudiant le cas de Henriette-Victoire de Bombelles — élève de 1760 à 1770 et dont le père perdit sa fortune durant la guerre de Sept Ans —, la professeuse Marie Cuirot constate que l'enseignement n'avait guère changé depuis sa fondatrice et qu'il était très novateur. Une jeune fille y entre à l'âge de sept ou dix ans et en sort à vingt ans. L'instruction théorique et pratique est assez diversifiée, ne se limitant pas à la religion et aux travaux d'aiguille. Les filles d'âges différents sont mélangées, permettant aux plus grandes d'éduquer les plus petites : les plus altruistes et bonnes élèves gagnent des rubans noirs pour leur investissement, et il n'est pas rare que les institutrices de la Maison sont d'anciennes élèves « noires ». Madame de Maintenon a l'ambition de faire de bonnes épouses chrétiennes, prescrivant aux élèves d'être pieuses, modestes, affables et de ne pas demeurer célibataire, à moins de se faire religieuse.
Sous Louis XIV, plusieurs écoles des cadets gentilshommes sont créées en France. En 1751, Louis XV ordonne la création de l'École royale militaire, pour le bon recrutement de futurs officiers, où l'admission des fils de nobles militaires démunis (notamment les orphelins) est favorisée. Le roi déclare aussi vouloir aider les fils de la noblesse pauvre, qui y reçoivent une instruction gratuite et la garantie d'un emploi. On ne peut y être admis sans avoir au minimum huit ans, être noble, français et pouvoir prouver quatre quartiers de noblesse. Les sujets lorrains, barrois et venaissins sont aussi acceptés, même s'ils ne sont pas rattachés à la France, et à la demande du prince de Monaco, le roi de France permet l'admission d'élèves monégasques. En 1764, le duc de Choiseul fait évoluer l'institut après l'expulsion des Jésuites, leur collège de La Flèche devient une école préparatoire jusqu'à quatorze ans : ceux aptes au service militaire entrent à l'École, ceux destinés aux ordres religieux ou à la magistrature restent pour suivre des cours de théologie ou de droit. Les candidatures frauduleuses sont nombreuses, certains déclarant moins de livres de rentes qu'ils n'en possèdent (cela est difficilement vérifiable) et d'autres peuvent avoir du mal à prouver quatre quartiers de noblesse.  

Instituts français pour la noblesse pauvre
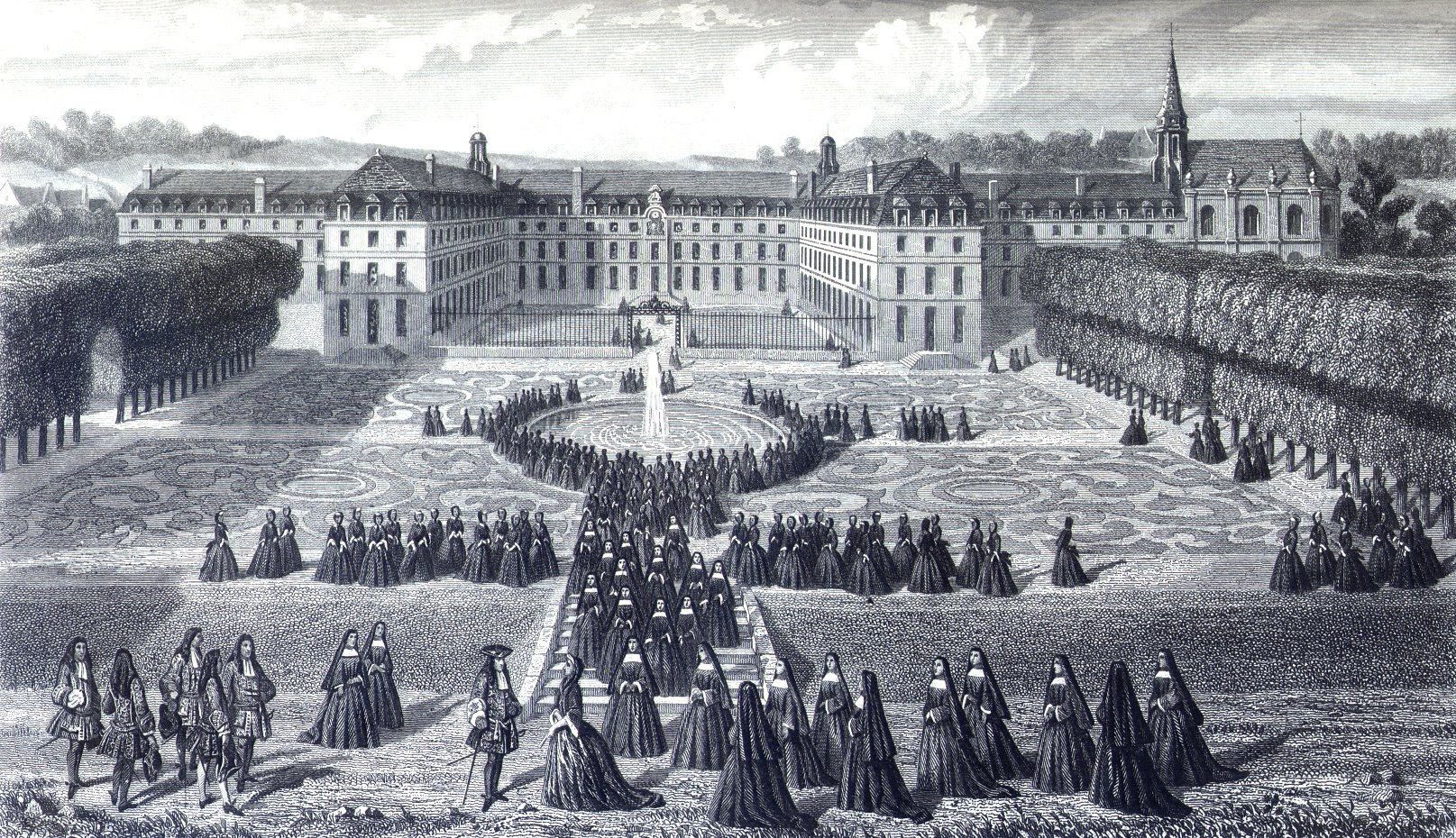
La Maison royale de Saint-Louis (1686) offre une éducation et une préparation à la vie conjugale aux jeunes filles.
L'École royale militaire (1751) offre une éducation et une formation militaire aux jeunes garçons à partir de huit ans lors de sa fondation, puis quatorze ans après 1764.
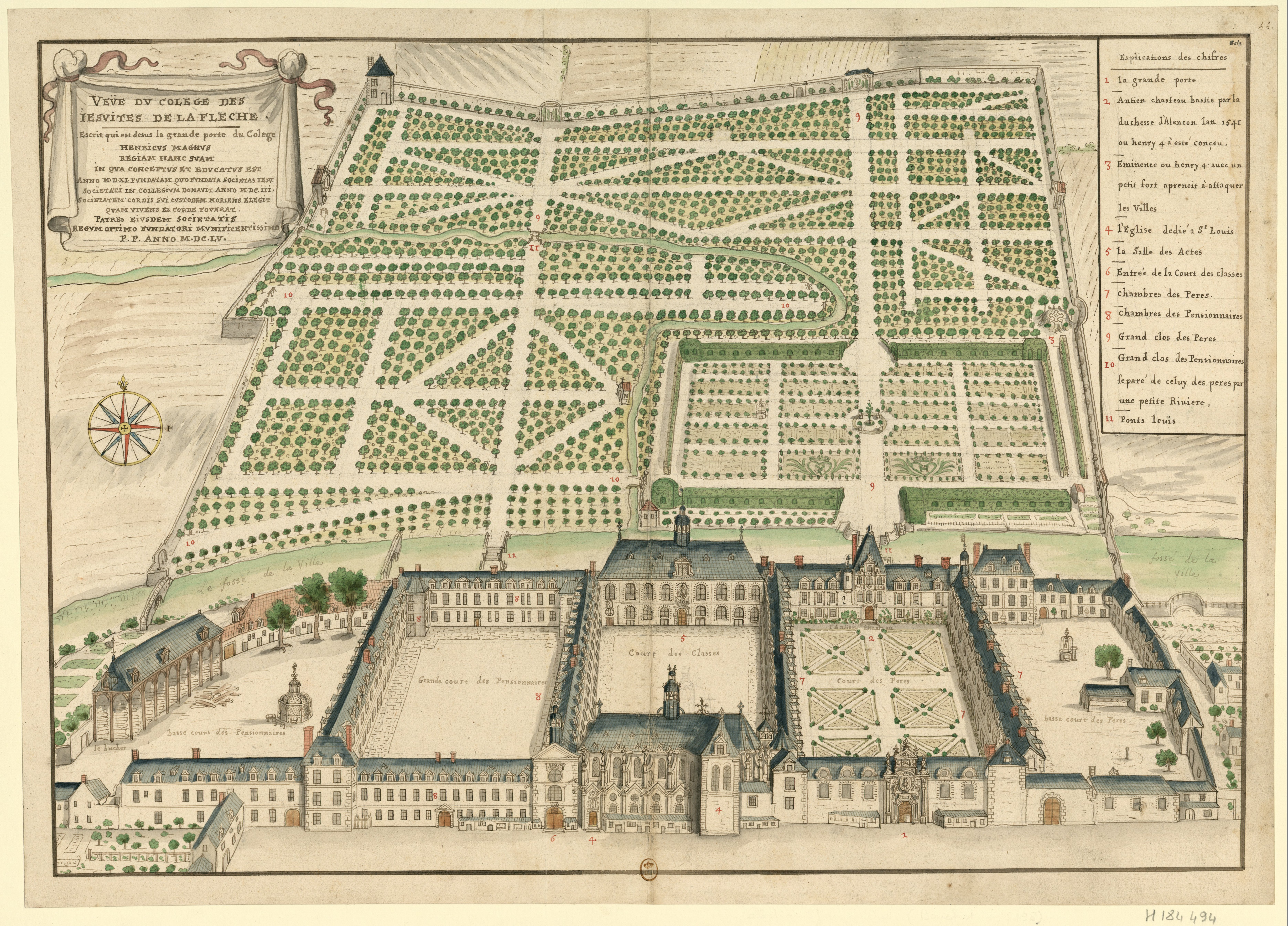
À partir de 1764, le collège de La Flèche (ici en 1695) devient une école préparatoire à l'École royale, gardant les élèves destinés à la religion ou la magistrature.

Durant le règne de Louis XIV, une nouvelle noblesse issue des milieux financiers et de la magistrature s'élève au-dessus de la noblesse pauvre par des revenus confortables et des fiefs, jouant un rôle important dans la vie politique française. La noblesse d'épée pauvre, souvent descendante des chevaliers du Moyen-Âge, peut difficilement acheter des fonctions ou des offices militaires pour continuer de justifier ses privilèges. En revanche, la Marine royale est une opportunité d'ascension pour la noblesse pauvre, la vénalité des charges n'y existe pas. En 1775 et 1776, le baron Turgot, prédécesseur de Necker, et le président de Lamoignon de Malesherbes se plaignent qu'on parviennent à acheter son entrée dans la noblesse, qui traverse une crise de la légitimité. La noblesse pauvre stagne souvent dans des grades d'officiers subalternes. Au XVIIIe siècle, le fait que la haute noblesse possède les postes d'importance est critiqué en raison de la professionnalisation des armées, qui demandent une formation particulière pour certains postes. Les remplacements d'effectifs sont rares en temps de paix, ne permettant même pas de promotion après des décennies de service. La Révolution est une aubaine d'avancement pour certains, acquis aux idées libérales, tandis que d'autres préfèrent l'Émigration,.
La fiscalité touche inégalement la noblesse : la fraction pauvre a de nombreuses difficultés à payer certains impôts seigneuriaux, comme les très impopulaire impôts de francs-fiefs ou du vingtième. Les fractions riches font pression pour éviter les réformes de l'assiette fiscale, qui pourraient l'obliger à payer plus d'impôts et les empêcheraient de continuer à maintenir la noblesse provinciale loin du pouvoir, à la Cour.

#### Le cas de la noblesse bretonne
En 1966, Jean Meyer rédige la première monographie contemporaine sur La noblesse bretonne au XVIIIe siècle. Michel Nassiet, dont il est le maître de thèse, s'en sert pour rédiger sa thèse La reproduction d'une catégorie sociale : la petite noblesse de Haute-Bretagne. XVe – XVIIIe siècles en 1989, publiée en 1993. Le duché de Bretagne, devenu par la suite une province française, a fait l'objet de plusieurs études, concluant que les deux-tiers de la noblesse bretonne sont de la noblesse pauvre (y compris « dormante »).

### Pologne
Par rapport aux autres pays européens, la noblesse polonaise a une structure complexe et durable, ne souffrant pas le concurrence de la bourgeoisie, jusqu'aux différents annexions de la Pologne par les puissances étrangères au XVIIIe siècle. Elle se forme au milieu du XIVe siècle avec les propriétaires fonciers, qui sont déjà un groupe fermé où l'on est admis par la naissance ou un acte juridique. Sous Casimir le Grand (r. 1333-70), est reconnu noble qui est né parent nobles, ce qui représente 8% de la population polonaise au XVIIIe siècle. La Pologne n'a pas de registres de la noblesse, permettant à de riches individus d’usurper quelque titre et le pourcentage pourrait être plus élevé.
Parmi les gens titrées mais sans terre se trouvent les nobles de pavé : peu nombreux mais très démunis, ils vivent d'escroqueries, de brigandage et de mendicité. Andrzej Zajaczkowski les qualifie de « lumpenprolétariat » des villes, qui les mobilise lors de manifestations politiques en raison de leurs droits nobiliaires. Au-dessus se trouvent les nobles de redevance : surpeuplant la Mazovie et la Podlasie, ils sont seigneurs de petites parcelles, qu'ils travaillent de leur main et paient une redevance à un propriétaire. Leur niveau de vie est généralement équivalent à celui d'un serf. Enfin, la majorité était des nobles de service, domestiques ou administrateurs pour des nobles fortunés. Leurs conditions de vies varient énormément, certains accumulant une grande fortune et devenant propriétaires fonciers.
La résistance continue de la noblesse pauvre contre la suprématie de la noblesse fortunée permet de maintenir l'unité et le système d'une démocratie nobiliaire polonaise. La promotion sociale par l'enrichissement est très facile et se maintient durant toute l'histoire de la Pologne, un proverbe l'illustrant bien : « Le noble ne sait ni lire ni écrire, mais il peut devenir roi ». Cette facilité crée le droit de scartabellat, interdisant à une famille anoblie certains droits et offices avant la troisième génération. Les nobles déclassés ou pauvres sont particulièrement attachés aux titres, pour mettre en avant leur valeur face à la noblesse fortunée, dont ils dépendent de l'influence juridiquement et financièrement. La constitution polonaise du 3 mai 1791, promulguée par Stanislas II, porte un coup à la noblesse pauvre, qui se voit retirer des droits politiques et les bourgeois riches peuvent accéder à la noblesse. 
Dans les années 1880, dans la Pologne russe, la noblesse déclassée se dirige vers le métier de pharmacien. Sans terre et très pauvre, la pharmacie est une occupation historiquement courante, mal vue mais supérieure à la profession de marchand. Après avoir réussi l'examen de garcon d'apothicaire — prowizor en polonais —, il est possible de s'inscrire au concours de médecine. Cependant, avec la professionnalisation croissante, il devient difficile de remplir le parcours éducatif demandé par les universités. La promotion sociale n'est plus aussi certaine et de nombreux nobles partagent le sort de la classe paysanne.

### Russie
En 1764, l'impératrice Catherine la Grande fonde l'institut Smolny, à Saint-Pétersbourg, pour aider à l'éducation des filles de la noblesse pauvre, sur le modèle de la Maison royale de Saint-Louis. En 1798, l'impératrice Marie Féodorovna fonde l'institut Catherine de Saint-Pétersbourg : il accueille soixante filles de la noblesse pauvre, en plus des cinquante filles de la bourgeoisie et des cinquante filles du reste de la noblesse.
En 1824, 22 000 élèves fréquentent le réseau d'écoles secondaires de l'Université impériale, et la plupart appartiennent à la noblesse pauvre.

### Venise
La république de Venise divise les citoyens entre les familles « nobles » et les familles « originaires  », c'est-à-dire des familles riches et roturières. Les citoyens jouissent des mêmes droits et devoirs, à cela que les « originaires » sont exclus des charges de fonctionnaire de la « Sérénissime », réservées à la noblesse. En octobre 1403, deux des trois chefs de la Quarantie proposent d'intégrer une riche famille de « citoyens originaires » à la noblesse, lorsqu'une famille noble mourrait, afin de maintenir leur nombre « dangereusement affaibli depuis le milieu du siècle passé par la peste et la guerre ». La proposition ne fut pas examinée par le Sénat ou le Grand Conseil, pour ne pas rendre la barrière entre les citoyens noble et les citoyens originaires plus poreuse. J.-C. Hocquet suggère que : « La noblesse pauvre était peut-être encore plus attentive à maintenir cette barrière qui préservait son statut et lui réservait l'accès aux magistratures, garantie du maintien d'un revenu minimum qui faisait vivre ses membres ».

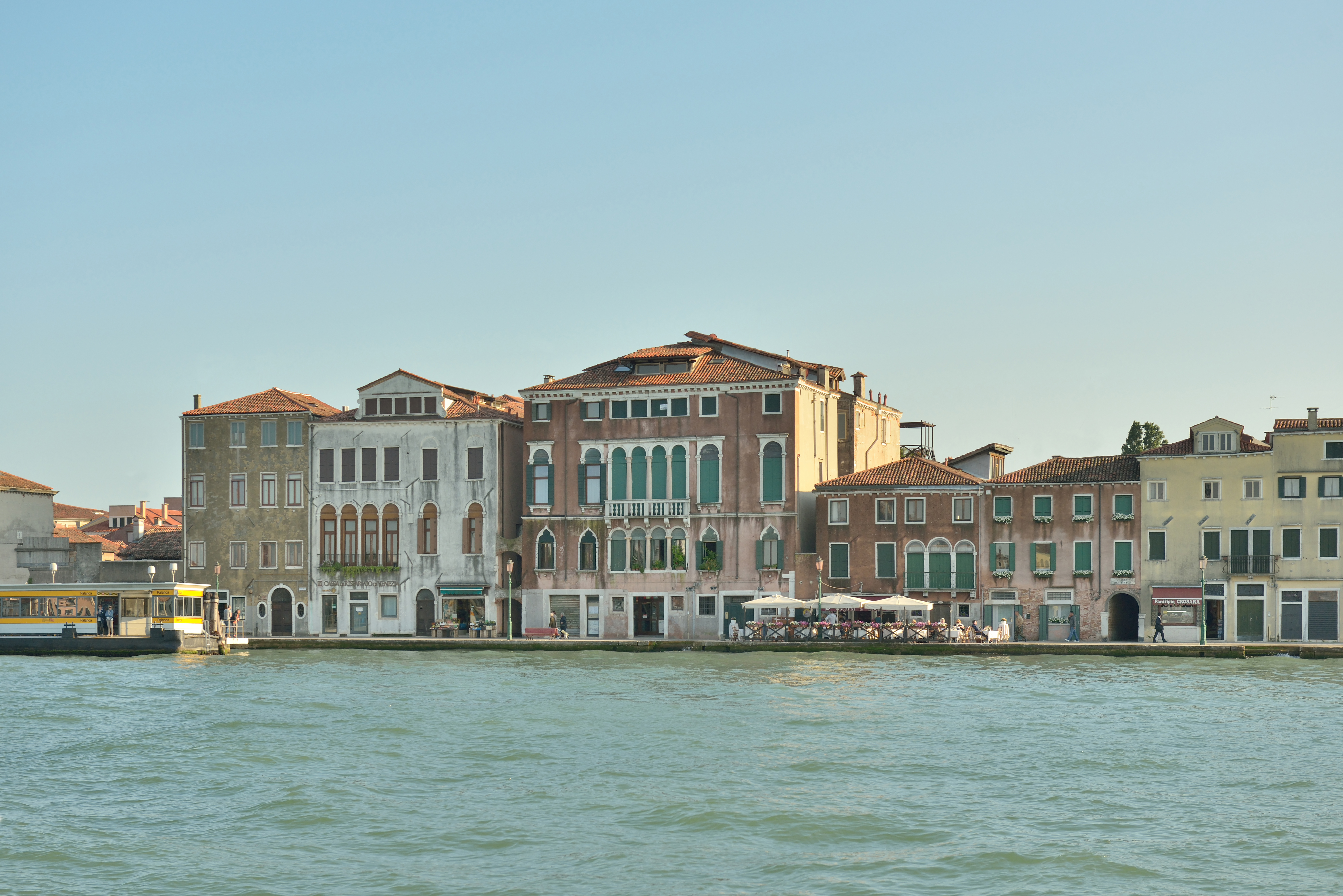
Le palais de l'Académie de la Guidecca, au centre, en 2016.

En 1619, l'Académie de la Giudecca est fondée sur l'initiative de Giovanni Battista Contarini, afin d'accueillir les enfants de la noblesse pauvre vénitienne, dont une majorité trop pauvre pour payer la dîme.
Venise connaît une crise économique à partir du XVIIe siècle, en raison du déclin du commerce maritime. Les familles patriciennes cherchent à diversifier leurs revenus en acquérant et investissant dans des terres fertiles. En 1661, 70 % des propriétés continentales et la moitié des propriétés situées dans la ville de Venise sont entre leurs mains. Afin d'éviter la dispersion des biens immobiliers, les familles ayant réussi à  eurent généralement recours au fidéicommis, ou parfois au droit d’aînesse. Un écart important se creuse entre des familles énormément fortunées, en nombre décroissant, et une « plèbe nobiliaire » croissante, symbole de la crise et de la dérive oligarchique dans l'aristocratie vénitienne. Certaines familles nobles (même modestes) connaissent un accroissement de leurs revenus fonciers en raison de l'inflation entre 1570 et 1620, mais de nombreuses autres voient leurs revenus modérés diminuer encore plus. Au XVIIe siècle, un quart des patriciens du sestiere de Dorsoduro touche moins de 100 ducats annuels. De nombreux patriciens pauvres, voire très pauvres, recourent à la fraude ou au banditisme ; quand ils paient mal des dettes contractées, il n'est pas rare qu'ils tentent de corrompre les juges pour échapper à leurs créanciers. Certains patriciens interdisent de vendre, d'aliéner ou d'hypothéquer le noyau du patrimoine familial, qui doit être distribué en part égales entre les hommes, avec une partie du reste réservée à la dot des filles. Des frères préfèrent se séparer du palais familial pour éviter toute dispute entr'eux, ne pouvant vivre sous le même toit, mais en posant leurs conditions d'achat.
Toujours pour limiter la dispersion des biens, une partie significative de la noblesse décide de limiter le nombre de fils se mariant, amorçant le déclin démographique de la noblesse vénitienne, au risque de l'extinction. Quiconque désobéissait pouvait être privé d'une partie de l'héritage et les enfants naturels se multiplient. Exclus des généalogies officielles, plusieurs bâtards de patriciens font valoir leurs droit à recevoir le privilège de « citoyen originaire » de Venise, pouvant ainsi devenir fonctionnaire d'État. Tolérés dans les foyers, ils peuvent recevoir une rente annuel de leurs géniteurs par testament — sans priver les descendants légitimes de leur part —, ou être nommés comme gestionnaires principaux des bien plutôt qu'un autre membre de la famille. Certains bâtards sont les seuls descendant d'une lignée, conduite à des mésalliances lui faisant perdre la noblesse par déclassement.
Durant le XVIIIe siècle, la République accepte l'annoblissement de certains riches propriétaires fonciers, souvent d'origine extra-vénitienne. En épousant les filles de cette « nouvelle noblesse », une rentrée d'argent soulageait et stabilisait des hommes de vieilles familles patriciennes ruinées, pourtant les plus hostiles à leur intégration. À l'inverse, très peu de femmes d'ancienne noblesse épousent des fils de la nouvelle.